# Pidonia gibbicollis
Pidonia gibbicollis là một loài bọ cánh cứng trong họ Cerambycidae.